# SN 2005ad
SN 2005ad – supernowa typu II-P odkryta 6 lutego 2005 roku w galaktyce NGC 941. W momencie odkrycia miała maksymalną jasność 17,40m.